# Généralisations de la suite de Fibonacci
Pour les articles homonymes, voir Fibonacci.
En mathématiques, la suite de Fibonacci est définie par récurrence par :
F0 = 0
F1 = 1
Fn = Fn − 1 + Fn − 2, pour tout entier {\displaystyle n\geqslant 2}.
Autrement dit, les deux valeurs de départ 0 et 1 étant données, chaque nombre est la somme des deux précédents.
La suite de Fibonacci peut être généralisée de nombreuses façons ; par exemple, en partant d'autres nombres que 0 et 1, en ajoutant plus de deux termes pour engendrer le suivant, ou en ajoutant des objets autres que des nombres.

## Extension aux entiers négatifs
À l'aide de la relation Fn − 2 = Fn − Fn − 1, on peut étendre la suite de Fibonacci à des indices entiers négatifs. On obtient la suite : ..., −8, 5, −3, 2, −1, 1, 0, 1, 1, 2, 3, 5, 8, ... qui vérifie : F−n = (−1)n+1Fn.

## Extension aux nombres réels ou complexes

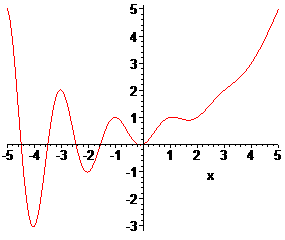
Tracé de la courbe de la fonction Fib entre -5 et 5.

De manière similaire à la généralisation de la suite des factorielles par la fonction Gamma d'Euler, on peut construire une généralisation de la suite de Fibonacci à des valeurs de départ réelles (et même complexes).
Elle est basée sur la formule de Binet faisant intervenir le nombre d'or φ :
{\displaystyle F_{n}={\frac {\varphi ^{n}-(-\varphi )^{-n}}{\sqrt {5}}}={\frac {\varphi ^{n}-(\cos {n\pi })\varphi ^{-n}}{\sqrt {5}}}}.
En posant :
{\displaystyle \mathrm {Fib} (z)={\frac {\varphi ^{z}-(\cos {\pi z})\varphi ^{-z}}{\sqrt {5}}}}
on obtient une fonction holomorphe sur le plan complexe qui satisfait Fib(n) = Fn pour tout entier n.
Elle vérifie aussi Fib(z + 2) = Fib(z + 1) + Fib(z) pour tout complexe z.

## Modification des termes initiaux
On peut désigner par suite de type Fibonacci toute suite (un) à valeurs dans un espace vectoriel, vérifiant un+2 = un+1 + un pour tout naturel n. Ces suites peuvent aussi être définies par un = u0 Fn–1 + u1 Fn , de sorte qu'elles forment un plan vectoriel de base ((Fn–1),(Fn)). D'après la formule de Binet ci-dessus, une autre base de ce plan est (φn,(–φ)–n).
Plus généralement, (un) peut prendre ses valeurs dans un groupe abélien (considéré comme un {\displaystyle \mathbb {Z} }-module). Dans ce cas, les suites de type Fibonacci forment un {\displaystyle \mathbb {Z} }-module de dimension 2.
La suite de type Fibonacci la plus connue après la suite (Fn) est la suite des nombres de Lucas (Ln) définie par L0 =2, L1 = 1 et donc Ln+2 = Ln+1 + Ln ; prolongée aux entiers négatifs, elle vérifie aussi L−n = (−1)n+1Ln.
Les suites d'entiers de type Fibonacci non triviales se trouvent toutes (éventuellement avec un décalage) sur une des lignes du tableau de Wythoff. La suite de Fibonacci en est la première ligne, et un décalage de celle de Lucas la deuxième.

## Modification des coefficients de la récurrence
En reprenant les notations des suites de Lucas, on peut considérer les suites (un) vérifiant un+2 = p un+1 – q un où p et q sont des entiers fixés. Elles sont toutes combinaisons linéaires des deux suites de base (Un), (Vn) définies par :
{\displaystyle U_{0}=0,U_{1}=1,U_{n+2}=pU_{n+1}-qU_{n}\quad {\text{  et  }}\quad V_{0}=2,V_{1}=1,V_{n+2}=pV_{n+1}-qV_{n}}
(pour p= 1, q = –1, Un = Fn et Vn = Ln).
Lorsque q = –1, la suite (Un) est appelée p-suite de Fibonacci et c'est aussi la valeur en p du polynôme de Fibonacci d'indice n. Exemples :
- La 2-suite de Fibonacci est la suite de Pell.
- La 3-suite de Fibonacci est la suite A006190 de l'OEIS : 
 0, 1, 3, 10, 33, 109, 360, 1189, 3927, 12970, 42837, 141481, 467280, 1543321, 5097243, 16835050, 55602393, 183642229, 606529080, ...
- La 4-suite de Fibonacci est la suite A001076 de l'OEIS : 
 0, 1, 4, 17, 72, 305, 1292, 5473, 23184, 98209, 416020, 1762289, 7465176, 31622993, 133957148, 567451585, 2403763488, ...
- La 5-suite de Fibonacci est, avec un décalage d'une unité, la suite A052918 de l'OEIS : 
 0, 1, 5, 26, 135, 701, 3640, 18901, 98145, 509626, 2646275, 13741001, 71351280, 370497401, 1923838285, 9989688826, ...
- La 6-suite de Fibonacci est la suite A005668 de l'OEIS : 
 0, 1, 6, 37, 228, 1405, 8658, 53353, 328776, 2026009, 12484830, 76934989, 474094764, 2921503573, 18003116202, ...

La p-constante de Fibonacci, appelée aussi p-ième nombre métallique, est la limite du rapport de deux nombres consécutifs de la p-suite de Fibonacci ; c'est l'unique solution positive de x2 − px − 1 = 0, égale à p + √p2+4/2.
En particulier, pour p = 1 on obtient le nombre d'or 1 + √5/2, pour p = 2, le nombre d'argent 1 + √2, et sa valeur pour p = 3 , 3 + √13/2, est parfois appelée nombre de bronze.
Pour cette raison, ces suites ont été baptisées suites de p - métallonaci (p - metallonacci sequences en anglais), ce qui permet de les différencier des suites de p - bonacci suivantes. Elles sont regroupées dans le tableau   A352361.
Plus généralement, (Un) est appelée la (p,−q)-suite de Fibonacci ; exemples :
- La (1,2)-suite de Fibonacci est la suite de Jacobsthal, suite A001045 de l'OEIS : 
 0, 1, 1, 3, 5, 11, 21, 43, 85, 171, 341, 683, 1365, 2731, 5461, 10923, 21845, 43691, 87381, 174763, 349525, 699051, 1398101, 2796203, 5592405, 11184811, 22369621, 44739243, 89478485, ...
- La (1,3)-suite de Fibonacci est la suite A006130 de l'OEIS : 
 0,1, 1, 4, 7, 19, 40, 97, 217, 508, 1159, 2683, 6160, 14209, 32689, 75316, 173383, 399331, 919480, 2117473, 4875913, 11228332, 25856071, 59541067, ...
- La (2,2)-suite de Fibonacci est la suite A002605 de l'OEIS : 
 0, 1, 2, 6, 16, 44, 120, 328, 896, 2448, 6688, 18272, 49920, 136384, 372608, 1017984, 2781184, 7598336, 20759040, 56714752, ...
- La (3,3)-suite de Fibonacci est la suite A030195 de l'OEIS : 
 0, 1, 3, 12, 45, 171, 648, 2457, 9315, 35316, 133893, 507627, 1924560, 7296561, 27663363, 104879772, 397629405, 1507527531, 5715470808, ...

## Augmentation de l'ordre de la récurrence
Une suite de type Fibonacci d'ordre p , ou suite de p-bonacci, est une suite d'entiers dans laquelle chaque terme à partir du p + 1-ième est la somme des p précédents (le cas classique est p = 2). Commençant à l'indice 0 et avec les p premiers termes 0, 1, 1, 2, 4, ..., {\displaystyle 2^{p-3}}on la note (F(p)
n).
Interprétations combinatoires :
- Le nombre de listes d'entiers compris entre 1 et p inclus dont la somme vaut n (des compositions de n) est égal à F(p)
n+1

- Le nombre de jeux de pile ou face de longueur n qui ne contiennent pas p "pile" consécutifs (ou le nombre de parties de {\displaystyle [\![1,n]\!]} ne contenant pas p entiers consécutifs) est égal à et F(p)
n+2.

Ces suites ont été étudiées par Marc Barr en 1913.

### Les suites de Tribonacci
Ce sont les suites de type Fibonacci d'ordre 3 ; avec pour premiers termes 0,0,1, on obtient la suite A000073 de l'OEIS :
0, 0, 1, 1, 2, 4, 7, 13, 24, 44, 81, 149, 274, 504, 927, 1 705, 3 136, 5 768, 10 609, 19 513, 35 890, 66 012…
La constante de Tribonacci : {\displaystyle {\frac {1+{\sqrt[{3}]{19+3{\sqrt {33}}}}+{\sqrt[{3}]{19-3{\sqrt {33}}}}}{3}}={\frac {1+4\cosh \left({\tfrac {1}{3}}\cosh ^{-1}\left(2+{\tfrac {3}{8}}\right)\right)}{3}}\approx 1{,}839\,286\,755\,214\,161},  limite du quotient (suivant sur précédent) de deux termes consécutifs est étudiée dans l'article détaillé ci-dessus.

### Les suites de Tétranacci
Ce sont les suites de type Fibonacci d'ordre 4 ; avec pour premiers termes 0, 0, 0, 1, on obtient la suite A000078 de l'OEIS :
0, 0, 0, 1, 1, 2, 4, 8, 15, 29, 56, 108, 208, 401, 773, 1490, 2872, 5536, 10671, 20569, 39648, 76424, 147312, 283953, 547337, ...
La constante de Tétranacci, rapport limite de deux termes consécutifs, racine positive de l'équation x4 − x3 − x2 − x − 1 = 0, ou  x + x−4 = 2 , vaut environ 1,927561975482925 ( A086088) ; sa valeur exacte est : 
{\displaystyle \left(p_{1}+{\frac {1}{4}}\right)+{\sqrt {\left(p_{1}+{\frac {1}{4}}\right)^{2}-{\frac {2\lambda _{1}}{p_{1}}}\left(p_{1}+{\frac {1}{4}}\right)+{\frac {7}{24p_{1}}}+{\frac {1}{6}}}}}
où
{\displaystyle p_{1}={\sqrt {\lambda _{1}+{\frac {11}{48}}}},\ \lambda _{1}={\frac {{\sqrt[{3}]{3{\sqrt {1689}}-65}}-{\sqrt[{3}]{3{\sqrt {1689}}+65}}}{12{\sqrt[{3}]{2}}}}}.

### Suites d'ordres supérieurs
Une suite où chaque terme est la somme des p précédents est désignée par suite de p-bonacci, ou p-nacci, avec des suffixes grecs pour les premières valeurs de p :
- Pentanacci : 0, 0, 0, 0, 1, 1, 2, 4, 8, 16, 31, 61, 120, 236, 464, 912, 1793, 3525, 6930, 13624, ... suite A001591 de l'OEIS
- Hexanacci : 0, 0, 0, 0, 0, 1, 1, 2, 4, 8, 16, 32, 63, 125, 248, 492, 976, 1936, 3840, 7617, 15109, ... suite A001592 de l'OEIS
- Heptanacci : 0, 0, 0, 0, 0, 0, 1, 1, 2, 4, 8, 16, 32, 64, 127, 253, 504, 1004, 2000, 3984, 7936, 15808, ... suite A122189 de l'OEIS
- Octanacci : 0, 0, 0, 0, 0, 0, 0, 1, 1, 2, 4, 8, 16, 32, 64, 128, 255, 509, 1016, 2028, 4048, 8080, 16128, ... suite A079262 de l'OEIS
- Enneanacci : 0, 0, 0, 0, 0, 0, 0, 0, 1, 1, 2, 4, 8, 16, 32, 64, 128, 256, 511, 1021, 2040, 4076, 8144, 16272, ... suite A104144 de l'OEIS

La limite {\displaystyle \alpha _{p}} du quotient de deux termes consécutifs de la suite de p-nacci est appelée constante de p-nacci ; c'est la solution positive de l'équation caractéristique : xp = 1 + x + ... +xp – 1 ou celle de x + x−p = 2 autre que 1 
Elle permet d'obtenir une formule directe du terme d'indice n de la suite de p-nacci définie ci-dessus : 
{\displaystyle F_{n}^{(p)}=\left\lfloor {\frac {\alpha _{p}^{n-1}(\alpha _{p}-1)}{(p+1)\alpha _{p}-2p}}\right\rceil ,} où et {\displaystyle \left\lfloor .\right\rceil } désigne la fonction "entier le plus proche".

### Autres généralisations
On peut mettre des coefficients dans la relation de récurrence ; la suite de Padovan, et la suite de Perrin, vérifiant Pn+3 = Pn+1 + Pn, entrent dans cette catégorie, et, plus généralement, les suites suivantes.

### Suite engendrée par un rationnel
Pour obtenir toutes les suites où chaque terme est une combinaison linéaire à coefficients entiers fixée des termes précédents, on définit la suite de Fibonacci engendrée par N (où N est un nombre rationnel positif) comme suit : si N = 2a1 × 3a2 × 5a3 × 7a4 × ... × prar où pr est le r-ième nombre premier, on pose :
{\displaystyle F_{N}(n)=a_{1}F_{N}(n-1)+a_{2}F_{N}(n-2)+a_{3}F_{N}(n-3)+a_{4}F_{N}(n-4)+a_{5}F_{N}(n-5)+...+a_{r}F_{N}(n-r)}
avec les initialisations : FN(n) = 0 pour n < r − 1, FN`(r –1) = 1.
On obtient ainsi les cas précédents comme :
| Nom de la suite     | N   | Référence dans l'OEIS   |
| ------------------- | --- | ----------------------- |
| suite de Fibonacci  | 6   | suite A000045 de l'OEIS |
| suite de Pell       | 12  | suite A000129 de l'OEIS |
| suite de Jacobsthal | 18  | suite A001045 de l'OEIS |
| suite de Tribonacci | 30  | suite A000073 de l'OEIS |
| suite de Tetranacci | 210 | suite A000078 de l'OEIS |
| suite de Padovan    | 15  | suite A000931 de l'OEIS |

## Suites modélisant l'accroissement d'une population de lapins
Partons du problème initial posé par Fibonacci : sachant qu'un couple de lapins donne naissance à un nouveau couple chaque mois et que chaque couple commence à engendrer à partir du deuxième mois suivant sa naissance, on demande le nombre total de couples au n-ième mois.

### Changement du délai de gestation
On peut supposer que chaque couple commence à engendrer à partir du p-ième mois suivant sa naissance (biologiquement ce serait p = 4 ou 5).
Posant un, le nombre de couples de lapins nés durant le mois n, et partant d'un couple au mois 1, le nombre demandé est Fn = u1 + u2 + ... + un ;  comme un = Fn–p = Fn – Fn–1, la suite (Fn) est définie par :
{\displaystyle F_{n}=1{\text{   pour }}\ 1\leqslant n\leqslant p,{\text{ puis  }}F_{n}=F_{n-1}+F_{n-p}}.
- Pour p = 1 (la lapine met bas dès le mois suivant son mois de naissance), on trouve  {\displaystyle F_{n}=2^{n-1}}.

- Pour p = 2, on obtient la suite de Fibonacci classique

- Pour p = 3, on obtient : 1, 1, 1, 2, 3, 4, 6, 9, 13, 19, 28, 41, 60, 88, 129, 189, 277,... : suite de Naranaya,  A000930.
- Pour p = 4, on obtient : 1, 1, 1, 1, 2, 3, 4, 5, 7, 10, 14, 19, 26, 36, 50, 69, 95, 131,... :  A003269

### Changement du nombre de couples dans la portée
Ici, un couple de lapins donne naissance à r nouveaux couples chaque mois et chaque couple commence à engendrer à partir du p-ième mois suivant sa naissance.
La suite donnant le nombre de lapins au mois n est alors définie par  {\displaystyle F_{n}=1{\text{   pour }}\ 1\leqslant n\leqslant p,{\text{ puis  }}F_{n}=F_{n-1}+rF_{n-p}}.
Pour  p = 2 , on dispose de la formule exacte : {\displaystyle F_{n}={\frac {{{\Bigl (}{\frac {1+{\sqrt {1+4r}}}{2}}}{\Bigr )}^{n}-{{\Bigl (}{\frac {1-{\sqrt {1+4r}}}{2}}}{\Bigr )}^{n}}{\sqrt {1+4r}}}}, et la limite de {\displaystyle F_{n+1}/F_{n}} est  {\displaystyle {\frac {1+{\sqrt {1+4r}}}{2}}}. Exemples :
- pour r = 2, on obtient la suite de Jacobsthal : 1, 1, 3, 5, 11, 21, 43, 85, 171, 341,...,suite A001045 de l'OEIS , aussi dénommée suite de Bêta-nacci par Shari Lynn LEVINE [6].

On a dans ce cas tout simplement {\displaystyle F_{n}={\frac {2^{n}-(-1)^{n}}{3}}} et {\displaystyle F_{n+1}/F_{n}} tend vers 2.
- pour r = 3, on obtient la suite de Gamma-nacci : 1, 1, 4, 7, 19, 40, 97, 217, 508, 1159, ..., suite A006130 de l'OEIS  décalée d'un cran.
- pour r = 4, 5, 6, LEVINE a donné les noms de delta, êta , zêta - nacci.

Pour  p = 3, r = 2, on obtient : 1, 1, 1, 3, 5, 7, 13, 23, 37, 63, 109,..., suite A077949 de l'OEIS décalée d'un cran.
Pour  p = 3, r = 3, on obtient : 1, 1, 1, 4, 7, 10, 22, 43, 73, 139, 268,..., suite A084386 de l'OEIS décalée d'un cran.

### Cas d'une durée de vie finie pour les lapins
On pose maintenant la condition que chaque lapin vit exactement q mois (i.e. meurt durant le q-ième mois suivant son mois de naissance), avec {\displaystyle q>p\geqslant 1} , les portées étant toujours de r couples.
Plus précisément, une lapine qui naît le mois n, commence à procréer le mois n + p, continue de procréer jusqu'au mois n + q, et meurt à la fin de ce mois ; chaque couple donne donc naissance à r(q – p + 1) couples.
Si l'on pose :
- un, le nombre de couples de lapins nés durant le mois n
- Fn, le nombre de couples de lapins vivants à la fin du mois n.

La suite (un) peut être définie sur les entiers relatifs par :
- un = 0 pour n ≤ 0
- u1 = 1
- un = r(un –p + un –p – 1 + ... + un –q) pour n ≥ 2.

et on obtient Fn par la formule Fn = un + ... + un –q + 1.
La suite (Fn) peut être définie directement par récurrence d'ordre q :
Fn =r( Fn –p + Fn –p – 1 + ... + Fn –q) pour n ≥ q + 1
les q premiers termes étant définis par :
- Fn = 1 pour 1 ≤ n ≤ p
- Fn = Fn – 1 +r Fn –p pour p + 1 ≤ n  ≤  q

Elle vérifie aussi la relation de récurrence plus simple, mais d'ordre q + 1 : Fn = Fn –1 +r(Fn –p – Fn –q – 1) pour  n ≥ q + 2.

#### Exemples pourr= 1 (1 couple par portée)
1) Pour p = 2 et q = 3 (le couple met bas au bout de 2 mois, met bas puis meurt le mois suivant), on obtient la suite définie par :
{\displaystyle F_{1}=F_{2}=1,\ F_{3}=2,F_{n}=F_{n-2}+F_{n-3}}
Soit 1, 1, 2, 2, 3, 4, 5, 7, 9, 12, 16, 21, 28, 37, 49, 65, 86, 114, 151,...
vérifiant aussi la récurrence d'ordre 4 :
{\displaystyle F_{n}=F_{n-1}+F_{n-2}-F_{n-4}}.
C'est la suite de Padovan décalée, suite A134816 de l'OEIS.
2) Pour p = 2 et q = 4, on obtient la suite définie par :
{\displaystyle F_{1}=F_{2}=1,F_{3}=2,F_{4}=3,F_{n}=F_{n-2}+F_{n-3}+F_{n-4}}
Soit : 1, 1, 2, 3, 4, 6, 9, 13, 19, 28, 41, 60, 88, 129, 189, 277,...
Elle est aussi définie par récurrence d'ordre 3 :
{\displaystyle F_{1}=F_{2}=1,\ F_{3}=2,F_{n}=F_{n-1}+F_{n-3}}
Et on a la récurrence d'ordre 5 :
{\displaystyle F_{n}=F_{n-1}+F_{n-2}-F_{n-5}}
C'est la suite de Naranaya,  A000930.

#### Exemples avecrsupérieur ou égal à 2
- Cas le plus simple

Pour p = 1 , q = 2, r = 2, on obtient la suite définie par :
{\displaystyle F_{1}=1,F_{2}=3,\ F_{n}=2(F_{n-1}+F_{n-2})} : 1, 3, 8, 22, 60, 164, 448, 1224, 3344, 9136, 24960, 68192, ...., suite A028859 de l'OEIS décalée d'un cran.
- Suite de Vauban

Dans La cochonnerie, ou calcul estimatif pour connaître jusqu’où peut aller la production d’une truie pendant dix ans de temps (1699), Vauban montre qu’une seule truie a une descendance telle que, après douze générations, « il y a des porcs autant que l’Europe peut en nourrir ». Sa suite serait presque le cas  p = 1 , q = 5, r = 6, avec une unité de temps égale à l'année au lieu du mois pour les lapins, sauf qu'il estime la première portée égale à 3 couples au lieu de 6.
La suite de Vauban est donc la suite (un) du nombre de naissances définie par :
- un = 0 pour n ≤ 0
- u1 = 1
- un = 3un – 1 + 6(un –2 + un – 3 + un – 4 + un –5) pour n ≥ 2.

On obtient pour (un) : 1, 3, 15, 69, 321, 1491, 6921, 32139, 149229, 692919, ... suite A224749 de l'OEIS.

## Mot de Fibonacci
Par analogie avec la suite de Fibonacci numérique, la suite des mots de Fibonacci est définie par : {\displaystyle M_{0}=(b),M_{1}=(a),M_{n+2}=M_{n+1}\sqcup M_{n}} où {\displaystyle \sqcup } désigne la concaténation de deux mots. En ôtant les parenthèses, on obtient :
b, a, ab, aba, abaab, abaababa, abaababaabaab, ... (suite A106750 de l'OEIS)
La longueur de Mn est évidemment Fn et les mots de Fibonacci possèdent de nombreuses propriétés détaillées dans l'article correspondant.

## Produits de convolution de la suite de Fibonacci
Une suite de Fibonacci convolée est obtenue en effectuant, une ou plusieurs fois, le produit de convolution de la suite par elle-même. Plus précisément, on définit :
{\displaystyle F_{n}^{(0)}=F_{n}\quad {\text{ et }}\quad F_{n}^{(r+1)}=\sum _{i=0}^{n}F_{i}F_{n-i}^{(r)}}.
Les premières suites sont
- pour r = 1 : 0, 0, 1, 2, 5, 10, 20, 38, 71, ... (suite A001629 de l'OEIS).
- pour r = 2 : 0, 0, 0, 1, 3, 9, 22, 51, 111, ... (suite A001628 de l'OEIS).
- pour r = 3 : 0, 0, 0, 0, 1, 4, 14, 40, 105, ... (suite A001872 de l'OEIS).

Elles peuvent être calculées à l'aide de la relation de récurrence {\displaystyle F_{n+1}^{(r+1)}=F_{n}^{(r+1)}+F_{n-1}^{(r+1)}+F_{n}^{(r)}}.
La fonction génératrice du r-ième produit de convolution est {\displaystyle s^{(r)}(x)=\sum _{k=0}^{\infty }F_{n}^{(r)}x^{n}=\left({\frac {x}{1-x-x^{2}}}\right)^{r}}.
Ces suites sont liées à la suite (Pn) des polynômes de Fibonacci par la relation : F(r)
n = r! P(r)
n(1) où P(r)
n est la r-ième dérivée de Pn . De manière équivalente, F(r)
n est le coefficient de (x − 1)r lorsque Pn(x) est développé suivant les puissances de x − 1.
Le premier produit de convolution peut être écrit en termes de nombres de Fibonacci et de Lucas :
{\displaystyle F_{n}^{(1)}={\frac {nL_{n}-F_{n}}{5}}}
et suit la récurrence
{\displaystyle F_{n+1}^{(1)}=2F_{n}^{(1)}+F_{n-1}^{(1)}-2F_{n-2}^{(1)}-F_{n-3}^{(1)}}.
Des expressions similaires peuvent être trouvées pour r > 1 avec augmentation de la complexité à mesure que r augmente. Les nombres F(r)
n sont les sommes des lignes du triangle de Hosoya.
Comme pour la suite de Fibonacci, il y a plusieurs interprétations combinatoires de ces suites. Par exemple, F(1)
n est le nombre de façons d'écrire  n − 2  comme une somme de 0, de 1, et de 2 avec 0 utilisé exactement une fois. En particulier, F(1)
4 = 5 car 2 peut être écrit 0 + 1 + 1, 0 + 2, 1 + 0 + 1, 1 + 1 + 0, 2 + 0.

## D'autres généralisations

### Suite de Fibonacci aléatoire
Une suite de Fibonacci aléatoire peut être définie lors d'un jeu de pile ou face, en prenant Fn = Fn –1 + Fn –2 si la pièce tombe sur pile, Fn = Fn –1 –Fn – 2 sinon. Une étude de Furstenberg et Kesten montre que cette suite croît presque sûrement de façon exponentielle avec un taux de variation constant : la constante est indépendante de la pièce jetée et a été calculée en 1999 par Divakar Viswanath. Elle est maintenant connue sous le nom de constante de Viswanath (suite A078416 de l'OEIS).

### Nombre de Keith
Un repfigit, ou nombre de Keith, est un entier naturel tel que, si l'on démarre une suite de type Fibonacci avec ses chiffres, le nombre d'origine finit par être atteint. Un exemple est 47, car la suite de type Fibonacci partant de 4 et 7 (4, 7, 11, 18, 29, 47) atteint 47. En base 10, les premiers repfigits sont :
14, 19, 28, 47, 61, 75, 197, 742, 1 104, 1 537, 2 208, 2 580, 3 684, 4 788, 7 385, 7 647, 7 909 (suite A007629 de l'OEIS).

### Demi-suite de Fibonacci
La demi-suite de Fibonacci (suite A030067 de l'OEIS) est définie par la même récurrence que la suite de Fibonacci pour les termes d'indice impair : a2n+1 = a2n + a2n –1 mais pour les indices pairs par a2n = an. La sous-suite des termes d'indice impair sn = a2n –1 vérifie sn+1 = sn + an et est strictement croissante. Ses premiers termes :
1, 2, 3, 5, 6, 9, 11, 16, 17, 23, 26, 35, 37, 48, 53, 69, 70, 87, 93, 116, 119, 145, 154, ... (suite A030068 de l'OEIS)

### Suite diatonique de Stern
Elle est définie par s2n = sn, et s2n+1 = sn + sn –1, avec pour initialisation : s0 = 0, s1 = 1.